# Lost, Twenty-Four Hours
Lost, Twenty-Four Hours è un cortometraggio muto del 1916 diretto da Lawrence C. Windom.

## Produzione
Il film fu prodotto dalla Essanay Film Manufacturing Company.

## Distribuzione
Distribuito dalla General Film Company, il film - un cortometraggio in tre bobine - uscì nelle sale cinematografiche USA il 14 ottobre 1916.